# Ike Nwamu
Ikechukwu Sean Nwamu, né le 3 juin 1993, est un joueur de basket-ball nigérian d'origine américaine jouant pour Sokół Łańcut de la Ligue polonaise de basket-ball. Il fait partie de l'équipe national du Nigéria et a participé à l'championnat d'Afrique  2017.

## Carrière universitaire
Nwamu a passé une saison chez les Vikings (en) de l'université d'État de Cleveland et deux avec les Bears (en) de l'université Mercer. Pour sa saison senior, il est transféré chez les Rebels de l'université du Nevada à Las Vegas (UNLV). Il présente des statistiques de 11,4 points, 3,2 rebonds et 1,7 passes décisives en moyenne par match. Nwamu a marqué un sommet en carrière de 38 points et a saisi huit rebonds, un sommet de la saison, le 9 mars 2016, lors d'une victoire de 108-102 en triple prolongation contre les Falcons de l'Air Force.

## Carrière professionnelle

### Sioux Falls Skyforce (2016-2018)

#### Saisons 2016-2017
Après ne pas avoir été sélectionné lors du draft de la NBA de 2016, Nwamu a ensuite été choisi par la Skyforce de Sioux Falls au premier tour (22e au total) lors du draft de la NBA Development League 2016. Nwamu a été inclus dans la liste du camp d'entraînement de la Sioux Falls Skyforce annoncée deux jours plus tard. En 47 matchs pour la Skyforce en 2016-2017, il a récolté une moyenne de 9,1 points, 3,2 rebonds, 1 passe décisive et 1 interception en 24,5 minutes par match.

#### Saisons 2017-2018
Le 23 octobre 2017, Nwamu a été inclus dans la liste du camp d'entraînement et plus tard dans la liste de la journée d'ouverture  de la Sioux Falls Skyforce. En 47 matchs pour la Skyforce en 2017-18, il a récolté en moyenne 14,5 points, 3,2 rebonds, 2,3 passes décisives et 1 interception en 29,5 minutes par match (mieux que la saison dernière où il était déjà avec les Sioux Falls Skyforce). Il a établi le record du club Skyforce en nombre de paniers à trois points marqués au cours d'une saison avec 144 paniers à trois points.

### Lavrio Megabolt (2018)
Le 10 avril 2018, le Lavrio Megabolt de la Ligue grecque de basket (GBL) avait annoncé la signature de Nwamu pour le reste de la saison,.

### 2018-2019
En juillet 2018, Nwamu a rejoint le Heat de Miami pour la NBA Summer League 2018. Le 18 septembre 2018, Nwamu a signé un accord de camp d'entraînement avec les Bucks de Milwaukee. Le 20 septembre 2018, Nwamu a été renoncé par les Bucks. Il a été ajouté à la liste d'ouverture du Herd du Wisconsin le 1er novembre 2018. Le 22 janvier 2019, les Fort Wayne Mad Ants ont annoncé avoir acquis Ike Nwamu et Jordan Barnett du Herd du Wisconsin en échange d'Elijah Stewart et des droits de joueur de retour d'Alex Hamilton (en).

### Fort Wayne Mad Ants (2019-2020)
Nwamu est revenu chez les Mad Ants pour la saison 2019-20. En 19 matchs avec les Mad Ants, Nwamu a récolté en moyenne 11,4 points, 3,3 rebonds, 1,7 passe décisive et 0,7 interception en 23,6 minutes par match.

### Northern Arizona Suns (2020)
Le 9 janvier 2020, il a été échangé aux Suns du nord de l'Arizona en échange de Daxter Miles Jr. Nwamu a disputé neuf matchs de plus de 20 points lors de ses 20 matchs avec les Suns. Avec les neuf sortants du banc, il a surpassé Josh Gray (cinq, 2016-17) pour le plus grand nombre de matchs avec plus de 20 points en sortie de banc en une seule saison dans l'histoire de l'équipe. Il a aussi égalé le record de matchs de plus de 20 points en une carrière en commençant sur le banc dans l'histoire de l'équipe. Nwamu a récolté en moyenne 17,7 points, 3,2 rebonds, 1,5 passe décisive et 0,8 interceptionen 27,1 minutes par match.

### Cholet Basket (2020)

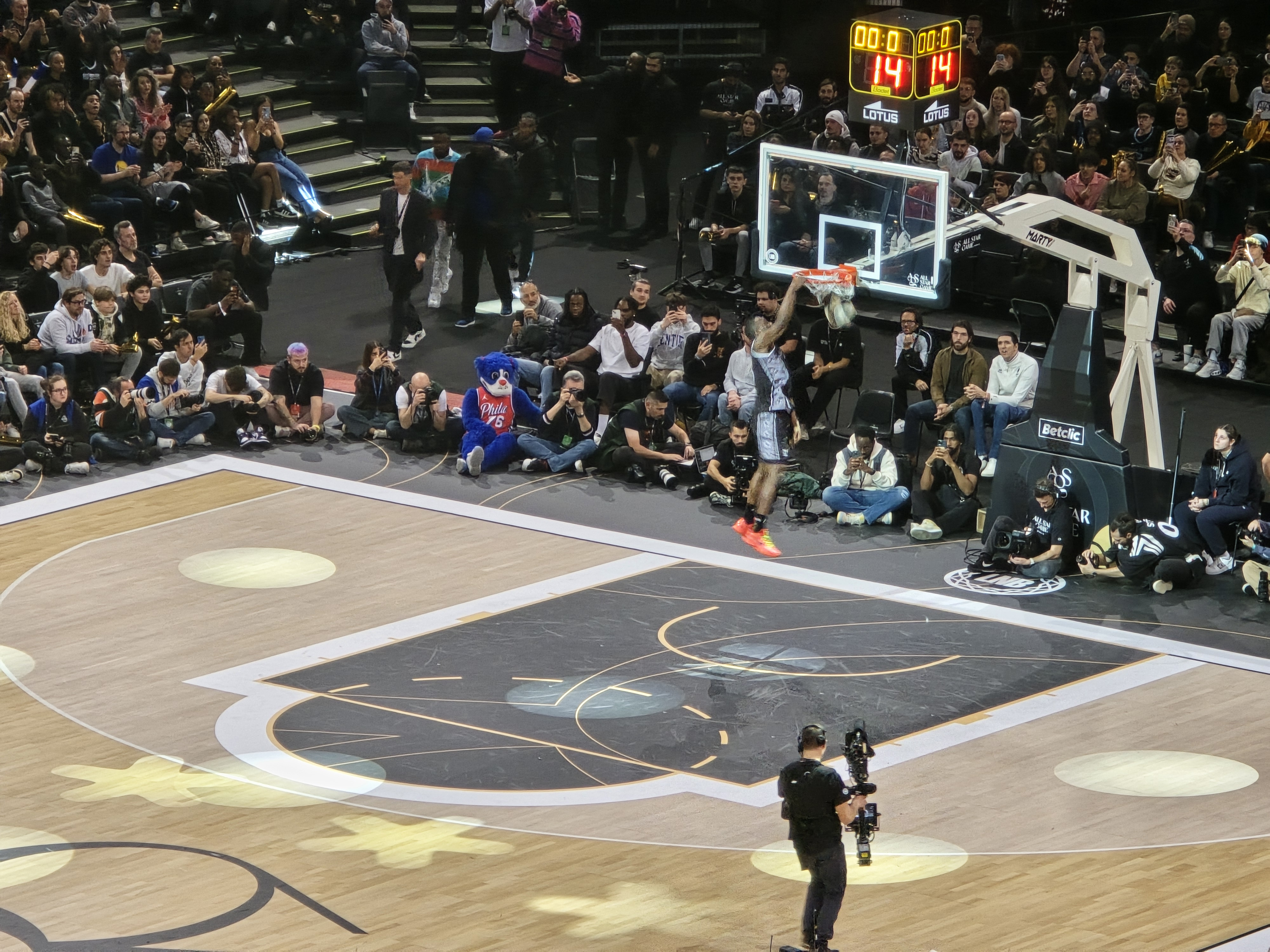
Ike Nwamu lors du All-Star Game LNB 2024.

Le 10 juin 2020, il signe avec Cholet de la LNB Pro A. Nwamu et Cholet se sont séparés pendant la pré-saison.

### BC Samara (2021)
Le 10 mars 2021, il signe avec Samara de la Super League 1 russe de basket-ball. Le 4 mai 2021, Nwamu participe à la conquête du championnat russe de Super League 1. Il a mené la ligue avec une moyenne de 19,6 points, 2,9 rebonds, 1,9 passe décisive et 1,1 interception en 28,7 minutes par match. Nwamu a été nommé joueur de l'année, 1ère équipe de la Super League 1 panrusse 2021 et joueur le plus spectaculaire de la Super League 1 russe malgré seulement 14 matchs.

### Ironi Ness Ziona (2021)
Le 18 août 2021, il a signé avec Ironi Ness Ziona B.C. (en) de la Super League israélienne de basket-ball (IBSL).